# 熊野三所大神社

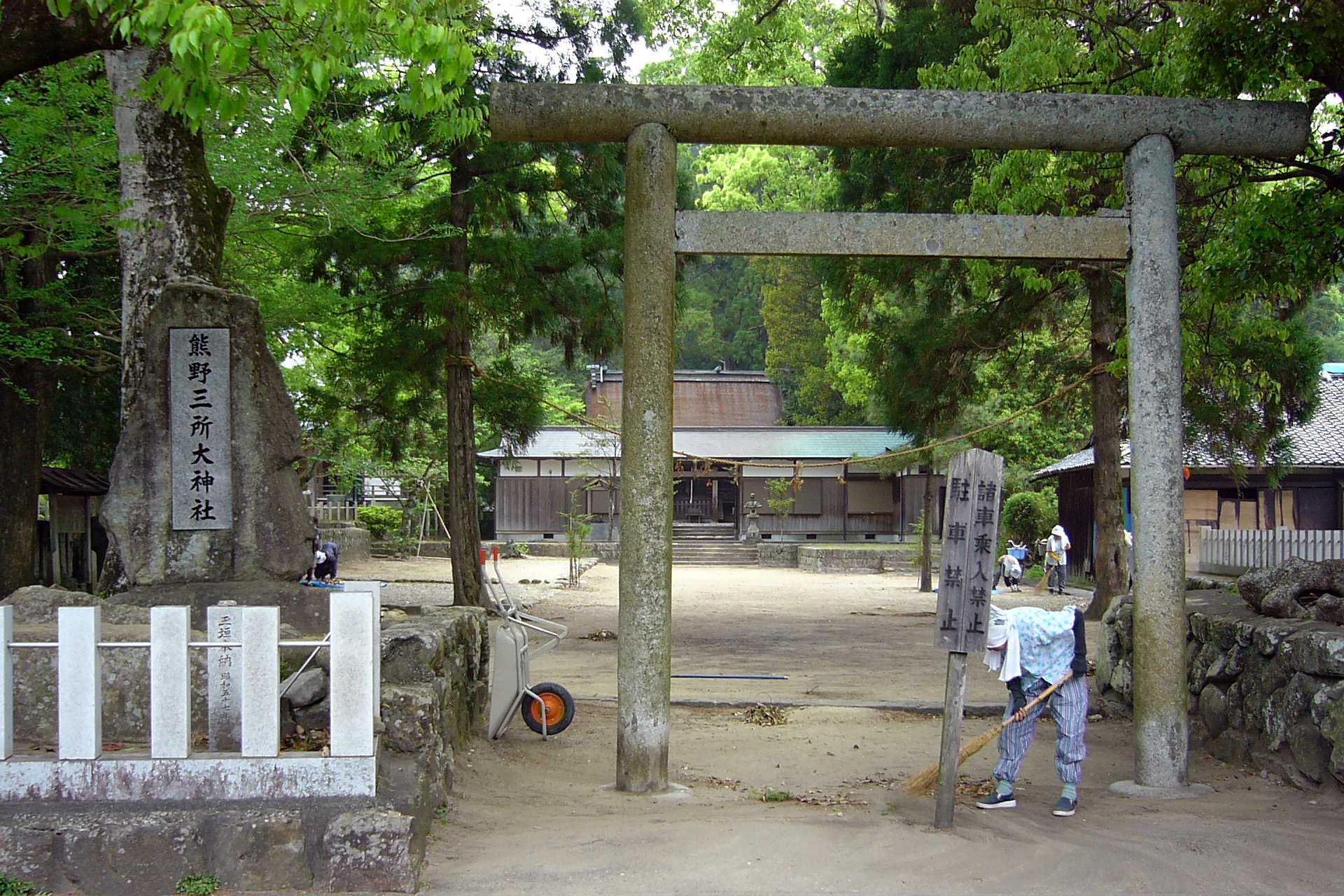
鳥居

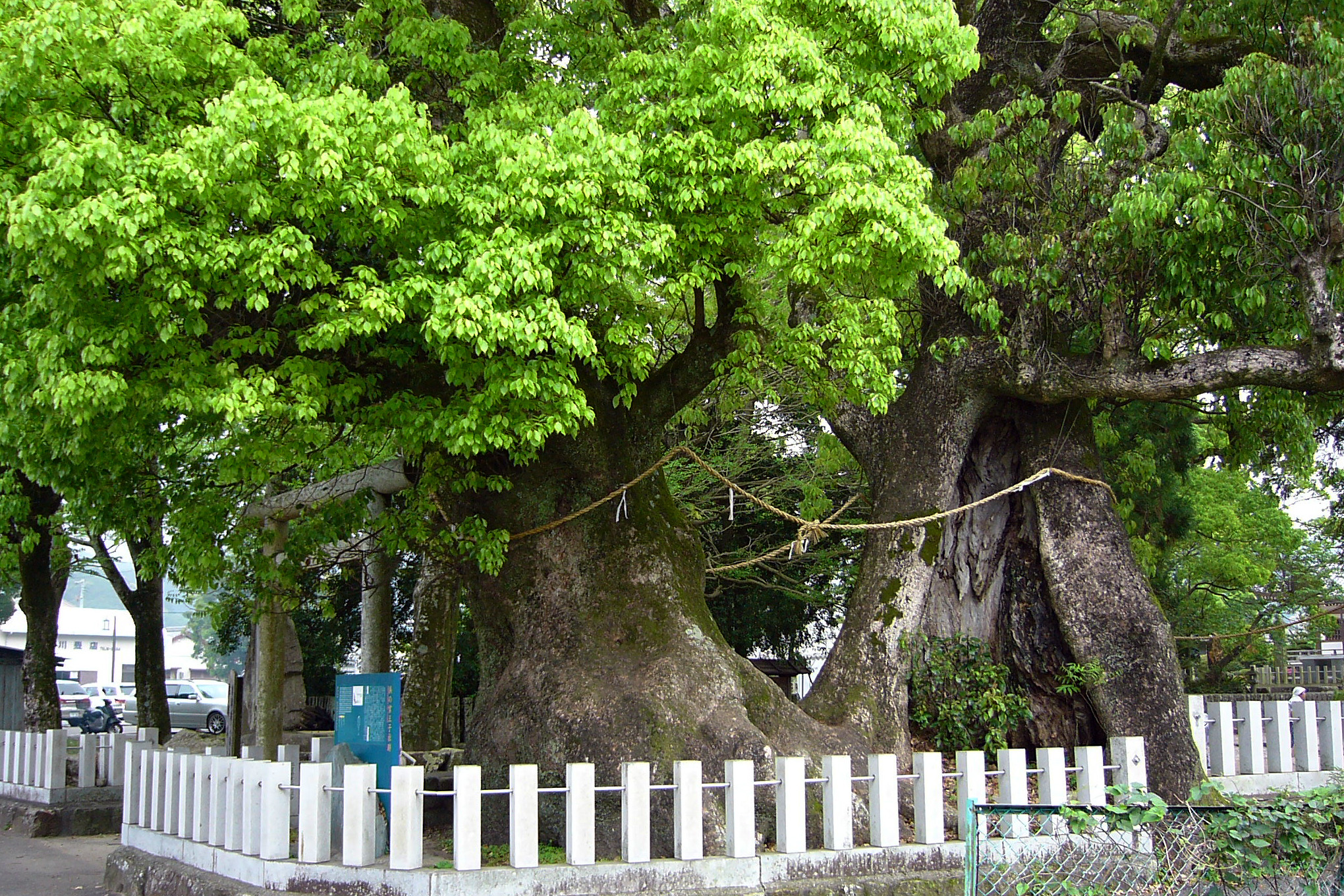
浜の宮王子社跡と夫婦楠

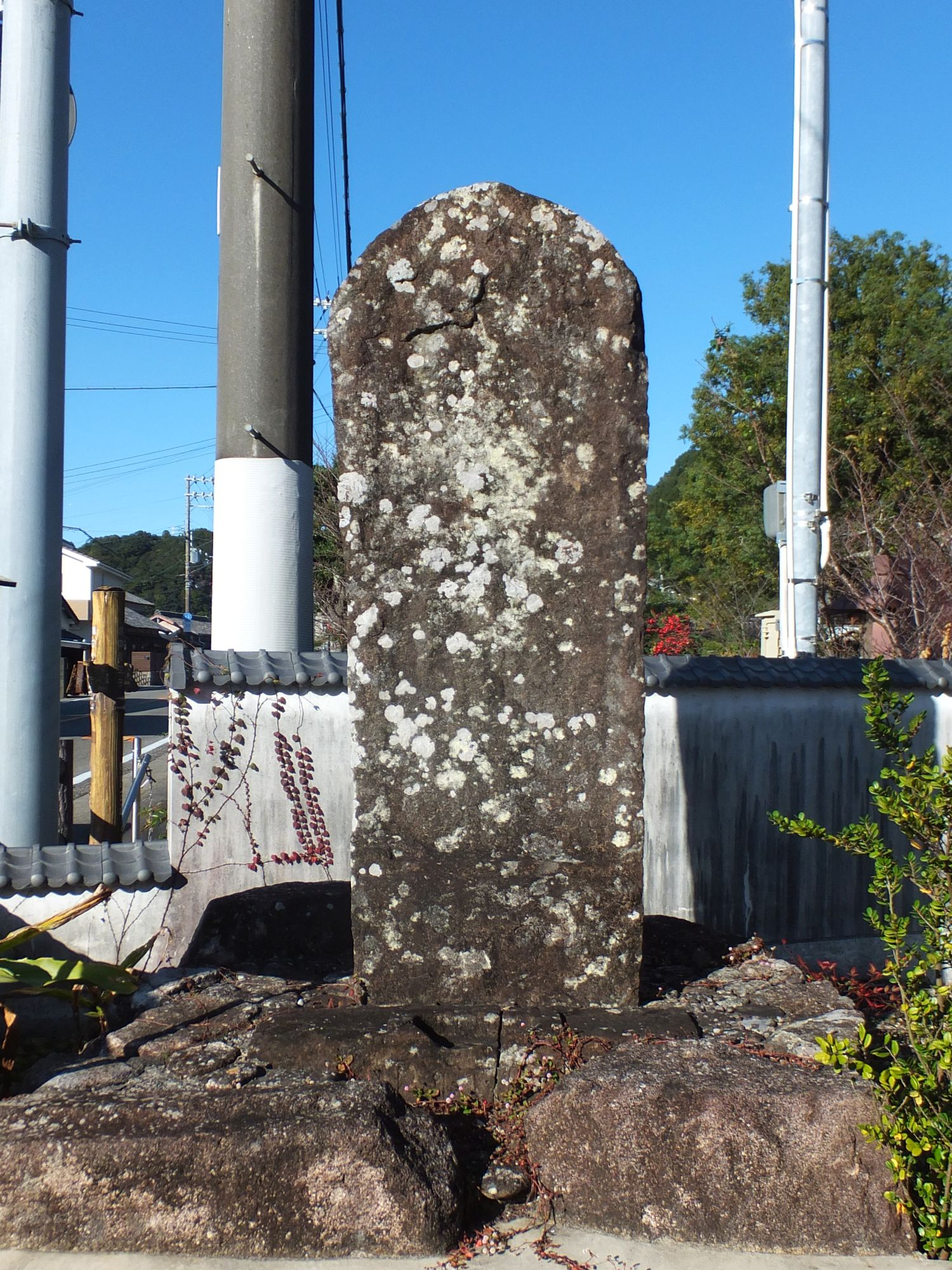
振分石

熊野三所大神社（くまのさんしょおおみわしゃ）、または大神社（おおみわやしろ）は和歌山県東牟婁郡那智勝浦町にある神社。夫須美大神・家津美御子大神・速玉大神の三神を主祭神とすることが名称の由来とされる。主祭神像三躯は重要文化財に指定されている（美術工芸品、1982年〈昭和57年〉6月5日指定）。
九十九王子のひとつである浜の宮王子の社跡に建つため、浜の宮大神社（はまのみやおおみわしろ）とも呼ばれる。浜の宮王子の守護寺である補陀洛山寺が隣接しており、神仏習合の名残をみることができる。境内は浜の宮王子社跡として、国の史跡「熊野参詣道」の一部（2000年〈平成12年〉11月2日指定）。

## 歴史
古くから熊野那智大社の末社で、『中右記』天仁2年（1109年）10月27日条に「浜宮王子」と見える。平安後期頃の神像3体（大山祇命、天照大神、彦火火出見命）が伝来していることから熊野三所権現が祀られていたと考えられているが、江戸時代中期に著された地誌『熊野巡覧記』は異なる神名を挙げており、時代によって祭神が変化していたようである。江戸時代の沿革は未詳だが、濱ノ宮村の産土神として崇敬されていた。明治の神仏分離に際して補陀洛山寺から独立して村社（明治6年〈1873年〉）となり、明治末年に現社号にあらためられた。
『平家物語』巻10に平維盛が一艘の舟に命運を託して出向するさまが描かれたり、那智大社ほか各所所蔵の那智参詣曼荼羅に社前の浜から渡海船で出航する渡海僧が描かれているように、補陀洛山寺とともに補陀洛渡海の伝承地である。
また、境内には振分石（ふりわけいし）と呼ばれる石柱が残されている。中辺路・大辺路の分岐点には諸説があるが、那智を分岐点とする説によればこの石柱がそうであるという。

### 摂社
- 丹敷戸畔命（地主の神）
- 三狐神（食物の神）
- 若宮跡（浜の宮王子跡）

## 文化財
- 木造男神坐像二、女神坐像一 3躯 - 本殿の中の間に女神（にょしん）像、東西の間に男神像をそれぞれ安置する。女神像は天照大神、東の間の男神像は彦火々出見命、西の間の男神像は大山祇神と伝える。3躯とも胸前で拱手する同様のポーズに表される。いずれもカヤ材の一木造で像高は約60センチメートル。作風から平安時代後期、11世紀頃の作と推定される[6]。重要文化財（美術工芸品、1982年〈昭和57年〉6月5日指定）。
- 浜ノ宮王子跡 - 国の史跡「熊野参詣道」の一部（2000年〈平成12年〉11月2日指定）[2]。
- 石燈篭 1個 - 町指定有形文化財（美術工芸品、1985年〈昭和60年〉8月1日指定）[2]。

## 交通機関
- JR 紀勢本線 那智駅 徒歩3分

## 周辺情報
- 南紀勝浦温泉